# Hvítá (Borgarfjörður)
Hvítá ist ein Fluss in Westisland, nahe dem Reykholtsdalur. Der Fluss liegt im Gemeindegebiet von Borgarbyggð.

## Wichtigste Daten
Der Sammelfluss Hvítá, der die Wasser sowohl von Quell- als auch von Gletscherflüssen in sich aufnimmt, hat eine Länge von 117 km, die höchste gemessene Wassermenge betrug 500 m³/s Durchschnittsmengen im Sommer sind 60–100 m³/s, im Winter 70–90 m³/s. Das Einzugsgebiet umfasst 1685 km².

## Verlauf
Die Hvítá entspringt im Lavafeld Hallmundarhraun, genauer gesagt in den sog. Hvítárdrög zwischen Eiríksjökull und Strútur. Dieses Lavafeld bildete sich durch den Ausbruch von Kratern am Nordrand des Gletschers Langjökull vor ca. 1100 Jahren.
Der Fluss strömt zunächst nach Nordwesten, um sich dann nach wenigen Kilometern nach Westen zu wenden und diese Hauptrichtung von nun an meist beizubehalten. Er fließt an Kalmanstunga vorbei, wendet sich leicht nach Süden und dann wieder nach Westen um am Fuße des Berges Tunga nordöstlich von Húsafell entlangzuströmen. Nicht weit von der Auffahrt zur Hochlandpiste Kaldidalur, noch oberhalb von Húsafell, mündet der Nebenfluss Geitá, der vom Gletscher Langjökull herunterkommt, in die Hvítá. Diese wird damit vom Quell- zum Sammelfluss.
Nachdem die Hvítá den Ort Húsafell passiert hat, der aus einer ausgedehnten Ferienhaussiedlung sowie einigen Bauernhöfen besteht, strömt wie weiter nach Westen am Hang des Bæjarfell und des Lambafell entlang.
An der Hvítá liegen etwa 10 km flussabwärts dann die Wasserfälle Barnafoss und Hraunfossar, deren Quellgebiet sich ebenfalls im Hallmundarhraun befindet. Die Hvítá fließt anschließend durch das nach ihr benannte Tal Hvítárdalur, welches parallel zum Reykholtsdalur verläuft. Das Tal teilt sich unterhalb der Hraunfossar in die alten Bezirke Hvítársíða im Norden des Flusses, sowie Hálsasveit im Süden desselben Richtung Reykholt.
Nach etwa 30 Kilometern weitet sich die Tallandschaft und der Fluss macht einen deutlichen Knick nach Südwesten. Er strömt behäbiger dahin, passiert die ehemaligen Gemeinden Stafholtstungur und Bæjarsveit, um nach weiteren ca. 40 km schließlich bei Hvanneyri und Andakil in den Fjord Borgarfjörður zu münden.

## Angeln
Es handelt sich um einen der bedeutendsten Lachsflüsse Islands.